# Villmanstrand
Villmanstrand (äldre svenskt namn: Lappstrand, finska: Lappeenranta) är en stad (kommun) och residensstad  i landskapet Södra Karelen  i Finland. Folkmängden i Villmanstrands stad uppgår till cirka 72 634 invånare och den totala arealen utgörs av 1 723,55 km². Folkmängden i centralorten Villmanstrands centraltätort uppgick den 31 december 2014 till 55 428 invånare och den ligger vid Saimens södra strand. Hela staden gränsar till följande sex kommuner: Imatra, Lemi, Luumäki, Miehikkälä, Ruokolax och Taipalsaari. I öster gränsar staden till Ryssland.
Villmanstrands stad ingår i Villmanstrands ekonomiska region.
Villmanstrands språkliga status är enspråkigt finsk.

## Historia
Orten grundades officiellt 1649 av Per Brahe den yngre, under drottning Kristinas regering. Redan år 1547 omtalas platsen såsom en fri marknadsplats, och den hade stadsprivilegier under Per Brahes tid, men förlorade dem redan år 1683, då staden förklarades för en marknadsplats under Viborg. Därefter har staden haft en brokig historia, där den har legat vid gränsen mellan väst och öst. Det dröjde till 1721 innan Villmanstrand uppgraderades till stad igen, den här gången som en fästningsstad. Sverige började uppföra fästningen 1721, men på grund av ekonomiskt trångmål fortskred byggandet till en början långsamt. Först i slutet av 1730-talet tog byggandet ordentlig fart. Efter hattarnas krig mot Ryssland 1741—1743 avträddes staden till Ryssland. Staden återförenades med Finland (Storfurstendömet Finland) 1811, två år efter Finska krigets slut 1809. Under andra världskriget utsattes staden för förödande bombardemang. Efter järnridåns fall 1989 blomstrade näringslivet i staden tack vare gränshandeln.[källa behövs] Varje år åker numera ett stort antal ryssar till Villmanstrand och handlar.[källa behövs]

### Administrativ historik
1 januari 1989 inkorporerades Nuijamaa kommun.

## Geografi

### Stadsdelar
Villmanstrands stad består av sammanlagt 62 stadsdelar. Dessa stadsdelar delas, i sin tur, geografiskt in i åtta områden, Eteläinen alue, Joutsenon alue, Keskustan alue, Lauritsalan alue, Läntinen alue, Nuijamaa, Pohjoinen alue och Ylämaa.

### Tätorter
Ett axplock tätorter som fanns i Villmanstrands stad vid tätortsavgränsningen den 31 december 2014:
| Nr | Tätort                       | Folkmängd |
| -- | ---------------------------- | --------- |
| 1  | Villmanstrands centraltätort | 55 428    |
| 2  | Joutseno kyrkoby             | 7 023     |
| 3  | Ylämaa kyrkoby               | 436       |
| 4  | Nuijamaa                     | 240       |

Centralorten är i fet stil.

## Styre och politik

### Mandatfördelning i Villmanstrands stad, valen 1976–2021
| 6 | 18 |  | 7 | 6 | 3 | 10 |

| 4 | 21 |  | 6 | 4 | 3 | 12 |

| 3 | 20 |  |  | 9 | 3 | 13 |

|  | 20 |  | 10 |  | 3 | 13 |

|  | 20 | 3 |  | 9 |  | 3 | 11 |

|  | 18 |  | 5 | 10 |  | 13 |

|  | 17 |  | 9 | 11 | 3 | 9 |

|  | 18 |  | 7 | 10 |  | 11 |

| 36 | 15 |

|  | 20 | 4 | 7 |  | 16 | 5 | 16 |

| 44 | 27 |

| 14 | 3 | 5 | 9 | 12 | 3 | 13 |

| 42 | 17 |

| 13 | 6 | 3 | 6 | 11 |  | 10 |

| 32 | 19 |

|  | 12 | 5 | 9 | 9 |  | 13 |

| 31 | 20 |

### Vänorter
Staden har åtta vänorter:
- Örebro, Sverige
- Drammen, Norge
- Kolding, Danmark
- Stykkishólmur, Island
- Szombathely, Ungern
- Schwäbisch Hall, Tyskland
- Rakvere, Estland
- Tjernihiv, Ukraina

## Ekonomi och infrastruktur

### Utbildning
I Villmanstrands stad verkar tjugofem finskspråkiga grundskolor, varav tjugo är skolor med lägre årskurser, två skolor med högre årskurser och tre enhetliga grundskolor med årskurserna 1 – 9. Utöver dessa skolor finns här bland annat tre finskspråkiga gymnasier, ett vuxengymnasium, en yrkeshögskola: Saimaan ammattikorkeakoulu och ett finskspråkigt universitet: Villmanstrands tekniska universitet.

### Kommunikationer
Från Villmanstrand utgår Saima kanal mot Östersjön och Viborg. Under sommarsäsongen bedriver ett rederi reguljär kryssningstrafik mellan Villmanstrand och Viborg. Fyra rederier bedriver under sommarsäsongen båtkryssningar på insjön Saimen. Riksvägarna 13 och 6 löper genom Villmanstrand. Staden har järnvägsförbindelse med Helsingfors och med Sankt Petersburg i Ryssland.
Förutom väg- och järnvägsförbindelser finns här även en internationell flygplats där det i dagsläget (2013) går direktflyg till fem utländska städer: Riga, Bryssel, Düsseldorf, Milano och Köpenhamn. Inrikes har Villmanstrand daglig flygförbindelse till Helsingfors.

## Demografi

### Befolkningsutveckling
| Befolkningsutvecklingen i Villmanstrands stad 1975–2020                                                      | Befolkningsutvecklingen i Villmanstrands stad 1975–2020 | Befolkningsutvecklingen i Villmanstrands stad 1975–2020 | Befolkningsutvecklingen i Villmanstrands stad 1975–2020 | Befolkningsutvecklingen i Villmanstrands stad 1975–2020 |
| --- | ------------------------------------------------------- | ------------------------------------------------------- | ------------------------------------------------------- | ------------------------------------------------------- |
| |                                                         |                                                         |                                                         |                                                         |
| År |                                                         |                                                         | Folkmängd                                               |                                                         |
| 1975 | 1975                                                    |                                                         | 68 397                                                  |                                                         |
| 1980 | 1980                                                    |                                                         | 68 814                                                  |                                                         |
| 1985 | 1985                                                    |                                                         | 69 112                                                  |                                                         |
| 1990 | 1990                                                    |                                                         | 68 662                                                  |                                                         |
| 1995 | 1995                                                    |                                                         | 69 850                                                  |                                                         |
| 2000 | 2000                                                    |                                                         | 70 587                                                  |                                                         |
| 2005 | 2005                                                    |                                                         | 71 435                                                  |                                                         |
| 2010 | 2010                                                    |                                                         | 71 982                                                  |                                                         |
| 2015 | 2015                                                    |                                                         | 72 875                                                  |                                                         |
| 2020 | 2020                                                    |                                                         | 72 662                                                  |                                                         |
| Anm: Uppgifterna avser förhållandena den 31 december nämnda år enligt områdesindelningen den 1 januari 2022. |                                                         |                                                         |                                                         |                                                         |

## Kultur

### Tidningar
I staden utges två finskspråkiga lokaltidningar: Etelä-Saimaa och gratistidningen Lappeenrannan Uutiset.

### Sevärdheter
- Stadsdelen Linnoitus (Fästningen). Inom stadsdelen återfinns stadens museer, gränder, gallerier och Finlands äldsta ortodoxa kyrka. Sevärd inom stadsdelen är även en av stadens två hamnar.
- Salpalinjen. En av Finlands fortifikationslinjer från andra världskriget.[17]
- Villmanstrands rådhus från 1828–1829 är ett av Finlands äldsta rådhus i trä.

### Stadsvapen
Stadsvapnet föreställer en vild skogsman, därav också namnet. 

### Idrott

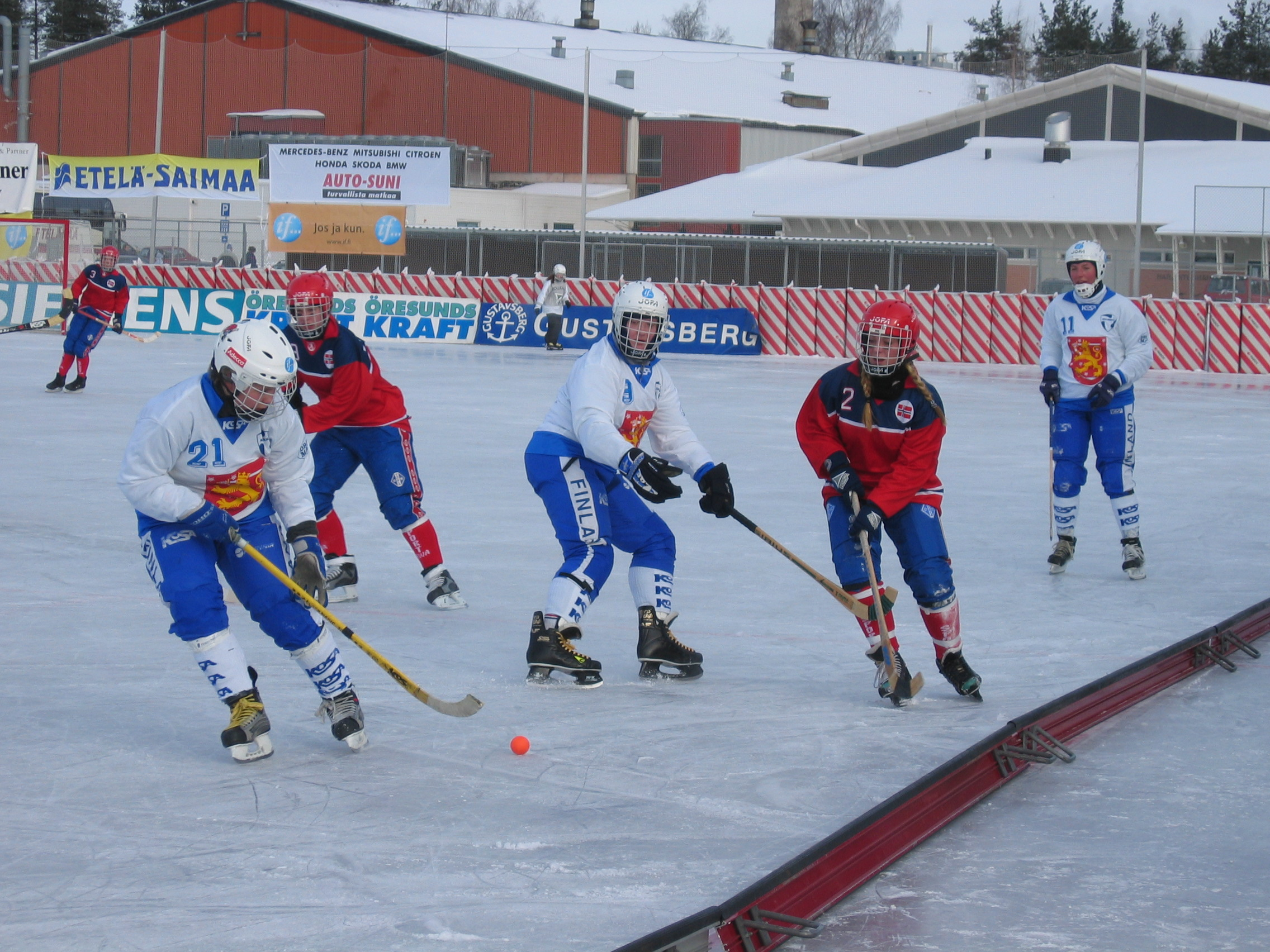
Finland utklassade Norge med 12-1 i grundserien när världsmästerskapet i bandy för damer 2004 hölls i Villmanstrand.

I Villmanstrand finns ett antal framstående idrottsföreningar. Här är ett axplock av dem:
- SaiPa, som är en ishockeyklubb. Laget spelar sedan länge i Finlands högsta division i ishockey för herrar.
- Lappeenrannan NMKY, som är en basketbollklubb. Laget spelar i Finlands högsta division i basket för herrar.
- Cats, som är en basketbollklubb. Laget spelar i Finlands högsta division i basket för damer.
- Veiterä, som är en bandyklubb. Laget spelar sedan länge i Finlands högsta division i bandy för herrar och har blivit finska mästare ett flertal gånger.

Staden har stått värd för världsmästerskapet i bandy för damer 2004 och 2014 samt för världsmästerskapet i bandy för flicklag (F17) 2009. I staden spelades också enstaka matcher i världsmästerskapet i bandy för herrar 1967 och 1975.